# Mérionész
Mérionész (Μηριόνης) görög mitikus alak.
Spártai nemes volt, Molosz és Melphisz fia. Helené egyik kérője volt, emiatt később Mérionész részt vett a trójai háborúban, nagybátyja, Idomeneusz spártai király kocsisa és a spártai hadsereg alvezére volt. Kitűnő harcos volt, főként a nyilazás és lándzsázás mestere, de kocsihajtásban is jeleskedett. Részt vett a Patroklosz tiszteletére rendezett versenyeken. Nyíllövésben első volt, dárdavetésben második, Agamemnón mögött. Hét embert ölt meg Trójában. A háború után épségben hazatért; más verzió szerint a vihar Szicília partjaira vetette, ahol még dédapja, Minósz idején odatelepedett krétaiakra talált, s köztük maradt.
Szerepel az Iliaszban, jelentős, bár nem főszereplő. Szintén fontos szereplő Quintus Smyrnaeus Posthomerica című eposzában, ahol említik, hogy egyike volt a trójai falóban elbújt katonáknak.